# Огорелкино
Огоре́лкино — деревня в Судогодском районе Владимирской области, входит в состав Головинского сельского поселения.

## География
Деревня расположена в 15 км на юго-восток от центра поселения посёлка Головино и в 16 км на запад от райцентра города Судогда. 

## История
Деревня впервые упоминается в писцовых книгах монастырских и церковных земель Владимирского уезда 1637-1647 годов в составе Александровского прихода, в ней числилось 9 дворов крестьянских. 
В конце XIX — начале XX века деревня входила в состав Авдотьинской волости Судогодского уезда, с 1926 года — в составе Александровской волости Владимирского уезда. В 1859 году в деревне числилось 11 дворов, в 1905 году — 15 дворов, в 1926 году — 15 хозяйств.
С 1929 года деревня входила с состав Александровского сельсовета Владимирского района, с 1944 года — Судогодского района, с 1974 года — в составе Ильинского сельсовета, с 2005 года — в составе Головинского сельского поселения.

## Население
| 1859 | 1905 | 1926 |
| ---- | ---- | ---- |
| 61   | 75   | 61   |

| 1859 | 1905 | 1926 | 2002 | 2010 | 2021 |
| ---- | ---- | ---- | ---- | ---- | ---- |
| 61   | ↗75  | ↘61  | ↘3   | ↘0   | →0   |